# Aumale
Aumale település Franciaországban, Seine-Maritime megyében. Lakosainak száma 1985 fő (2022. január 1.). Aumale Quincampoix-Fleuzy, Ellecourt, Haudricourt, Gauville, Lafresguimont-Saint-Martin, Morienne, Morvillers-Saint-Saturnin és Saint-Valery községekkel határos.

## Népesség
A település népességének változása:
| Lakosok száma | 2289 | 2177 | 2167 | 2024 | 2013 | 1986 | 1963 | 1974 | 1985 |
|               | 2013 | 2015 | 2016 | 2017 | 2018 | 2019 | 2020 | 2021 | 2022 |